# Kiunga (Kenya)
Kiunga är en ort i distriktet Lamu i provinsen Kustprovinsen i Kenya. År 1999 hade staden 3 310 invånare.